# Lucrécia d'Este
Lucrécia d'Este (em italiano:  Lucrezia d'Este), por vezes também chamada pelo nome de casada Lucrécia Della Rovere (16 de dezembro de 1535 — 12 de fevereiro de 1598) foi princesa de Ferrara, Módena e Régio por nascimento, e duquesa de Urbino pelo seu casamento com Francisco Maria II Della Rovere. 

## Família
Lucrécia foi a filha de Hércules II d'Este, duque de Ferrara, Módena e Régio e da princesa Renata de França. Os seus avós paternos eram Afonso I d'Este e Lucrécia Bórgia, filha do Papa Alexandre VI. Os seus avós maternos eram o rei Luís XII de França e sua segunda esposa, Ana, Duquesa da Bretanha.

## Biografia
No dia 19 de janeiro de 1570, aos 34 anos, Lucrécia casou-se com Francisco Maria, de 20 anos, como sua primeira esposa. Ele era filho de Guidobaldo II Della Rovere, duque de Urbino e de sua segunda esposa, Vitória Farnésio.
Antes do casamento, a princesa tinha um relacionamento com Ercole Contrari, o qual continuou após o matrimônio. Ao descobrir o caso, Afonso II ordenou que ele fosse estrangulado na sua presença. Depois, Lucrécia tornou-se amante do conde Luigi Montecuccoli.
Após oito anos juntos, sem filhos, eles se separaram em 1578. Lucrécia retornou a Ferrara, e tornou-se freira.
Morreu em 12 de fevereiro de 1598, aos 62 anos, e foi sepultada no Convento de Corpus Domini, em Ferrara.